# Namibiotrupes auspicatus
Namibiotrupes auspicatus là một loài bọ cánh cứng trong họ Geotrupidae. Loài này được Péringuey miêu tả khoa học năm 1901.